# Elfenbloempje
Het elfenbloempje (Epimedium alpinum) is een plantensoort die behoort tot de Berberisfamilie (Berberidaceae) en komt in Nederland voor als stinzenplant. Het elfenbloempje komt van nature voor in Zuidoost-Europa van Albanië tot in de Zuid-Alpen en naar het westen toe tot Piëmont. Het elfenbloempje komt voor in schaduwrijke, warme loofbossen tot 1200 meter hoogte.
Het elfenbloempje bloeit van april tot juli.

## Eigenschappen
Het elfenbloempje is een vaste plant, die 6 - 30 cm hoog wordt. De plant heeft een ondergrondse, kruipende wortelstok. De stengel is rechtopgaand, maar iets gebogen. De bladeren zijn dubbel drietallig geveerd. De scheef hartvormige tot eironde, lang gesteelde deelblaadjes zijn 4 - 8 cm lang en hebben een lichtgekleurde naar voren gerichte stekel. De bovenzijde van het blad is donkergroen en de matgroene onderzijde is met verspreid voorkomende, korte, kroezige, roodachtige haren bedekt. De bloemen zitten in een losse tros en zijn ongeveer 1 cm breed. De bloemkroon bestaat uit vier gele, gespoorde kroonbladeren. De 4 - 6 buitenste kelkbladeren zijn tot 4 mm lang, groen tot roodachtig gekleurd en vallen later af. De binnenste kelkbladeren zijn twee keer zo groot als de buitenste en donkerrood. De kokervrucht is tot 2 cm lang en heeft een korte snavel.

## Fotogalerij

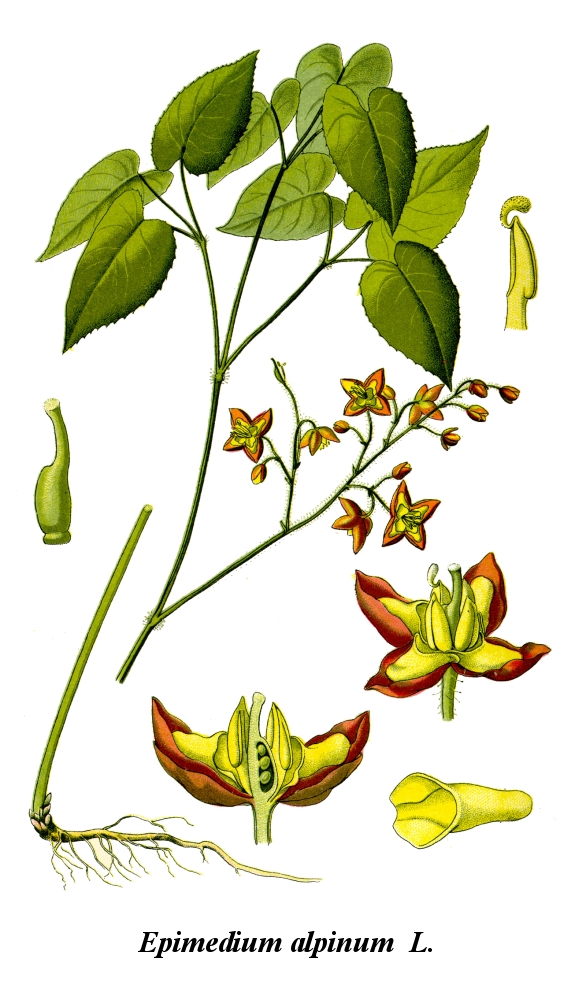
Illustratie
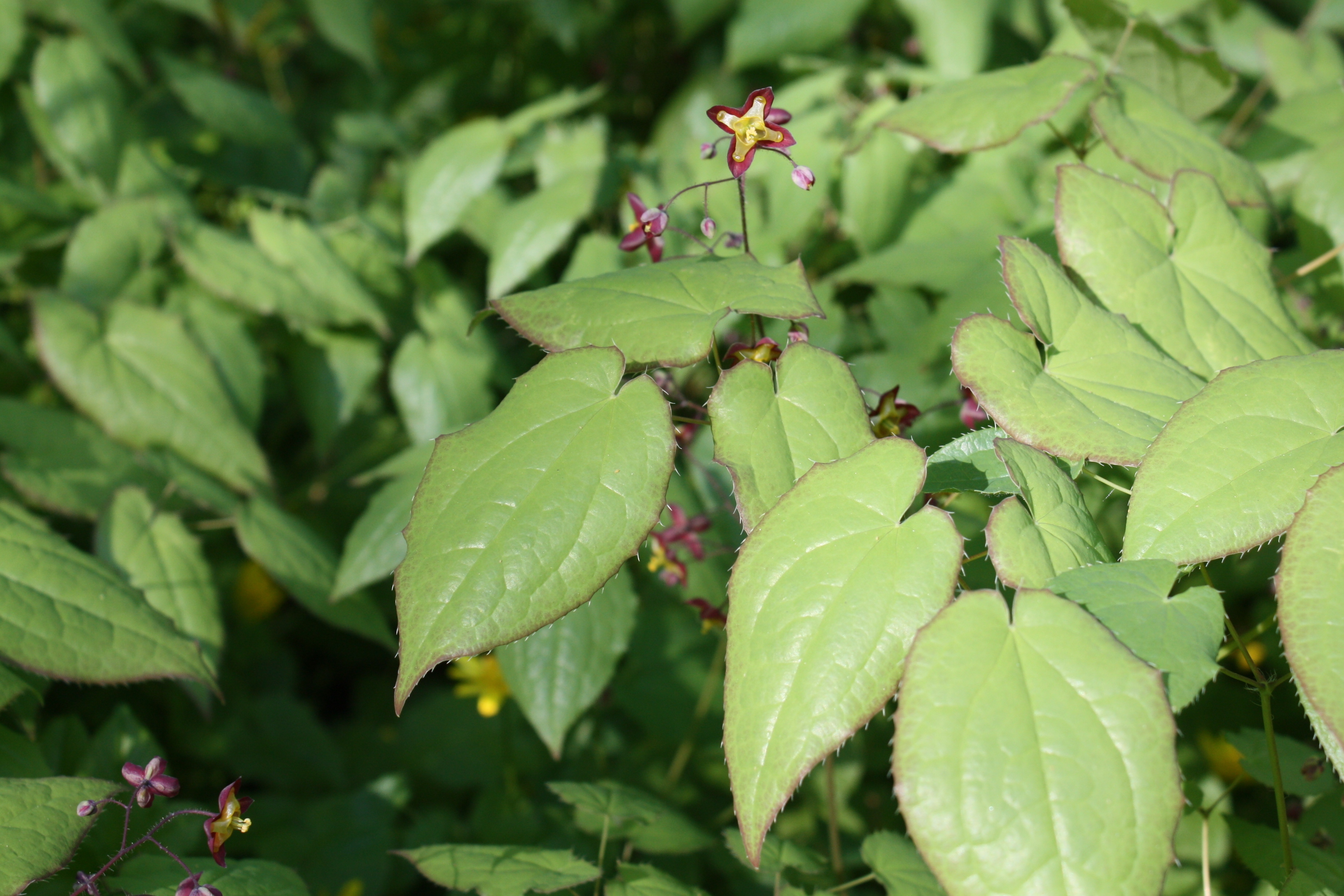
Boeiwijze en bladeren
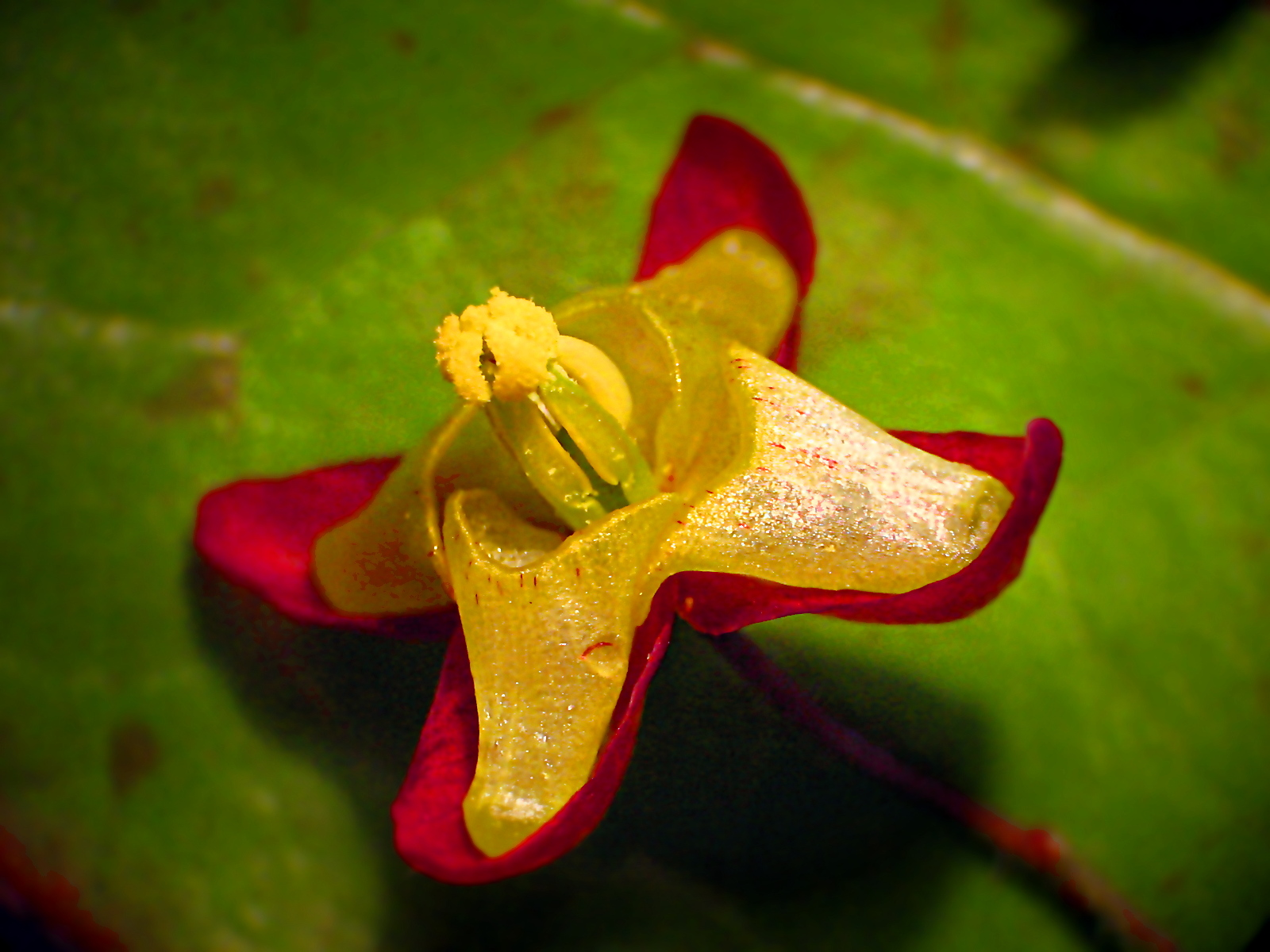
Bloem

## Bron
- Xaver Finkenzeller, Jürke Grau: Alpenblumen (Steinbachs Naturführer). Mosaik Verlag GmbH, München 1996, ISBN 3-576-10558-1.